# Kondrati Ryleïev
Kondrati Fiodorovitch Ryleïev (en russe : Кондра́тий Фёдорович Рыле́ев), né le 1er octobre 1795 et pendu le 25 juillet 1826 à Saint-Pétersbourg, est un poète et révolutionnaire russe, décembriste.

## Biographie
Au retour de la guerre contre Napoléon, le jeune officier d'artillerie Ryleïev rejoint un régiment en Ukraine mais abandonne le service militaire pour se marier avec Natalia Teviachova. La famille Teviachova est liée avec celle de Grigori Skovoroda, poète et philosophe ukrainien du XVIIIe siècle. Cette période ukrainienne influença les poésies de Ryleïev, notamment Dumy (Ballades), créé entre 1821 et 1823, qui se réfère à la Duma, chant historique ukrainien.
Ryleïev, ayant rejoint Pétersbourg en 1820, devient membre de la Société du Nord en octobre 1823, société réunissant les futurs décembristes. 
En 1823, il écrit le poème Voïnarovski, destiné aux ennemis de Pierre le Grand. Son dernier poème Nalivaïko, inachevé, est consacré à la lutte du peuple ukrainien pour son indépendance.

## Insurrection décembriste
Officier fondateur de l' « Union du Nord », société secrète regroupant des officiers de la Garde impériale de Russie, il fut l'un des insurgés du 14 décembre 1825. Après avoir été jugé il fut pendu en 1826 avec fixée sur sa poitrine une pancarte où l'on pouvait lire « Régicide »[réf. nécessaire].

## Hommages
Une rue de Saint-Pétersbourg porte son nom, la rue Ryleïev en plein centre-ville.